# Debra Schutt
Debra Schutt ist eine Szenenbildnerin und Artdirectorin.

## Leben
Schutt begann ihre Karriere im Filmstab 1985 in der Außenrequisite mit Ticket zum Himmel, einer Teenie-Tragikomödie mit Jennifer Connelly und Maddie Corman in den Hauptrollen. Bei der Filmkomödie Miss Firecracker war sie 1989 als Artdirectorin tätig. Zu ihren Filmen als Szenenbildnerin zählen unter anderem Der Pferdeflüsterer, Sleepy Hollow und Spider-Man. Schutts Hauptbetätigungsfeld ist der Film; nur selten arbeitete sie an Fernsehproduktionen wie der Miniserie Gleichheit kennt keine Farbe. Für ihr Wirken an der Pilotfolge zur Fernsehserie Boardwalk Empire wurde sie 2011 mit dem Primetime Emmy ausgezeichnet.
Für die Literaturverfilmung Zeiten des Aufruhrs war sie gemeinsam mit Kristi Zea 2009 für den Oscar in der Kategorie Bestes Szenenbild sowie den BAFTA Film Award in der Kategorie Bestes Szenenbild nominiert, beide Auszeichnungen gingen in diesem Jahr jedoch an Der seltsame Fall des Benjamin Button.

## Filmografie (Auswahl)
- 1985: Ticket zum Himmel (Seven Minutes in Heaven)
- 1989: Miss Firecracker
- 1990: Navy Seals – Die härteste Elitetruppe der Welt (Navy Seals)
- 1990: Mit den besten Absichten (Don’t Tell Her It’s Me)
- 1990: Fremde Schatten (Pacific Heights)
- 1991: Grüne Tomaten (Fried Green Tomatoes (at the Whistle Stop Cafe))
- 1993: Last Action Hero
- 1993: In den Straßen der Bronx (A Bronx Tale)
- 1993: Streets of New York (The Saint of Fort Washington)
- 1994: Schlagzeilen (The Paper)
- 1996: Das Rosenbett (Bed of Roses)
- 1997: Der gebuchte Mann (Picture Perfect)
- 1997: Lolita
- 1998: Der Pferdeflüsterer (The Horse Whisperer)
- 1998: Ein perfekter Mord (A Perfect Murder)
- 1999: Sleepy Hollow
- 1999: Das schwankende Schiff (Cradle Will Rock)
- 2000: 28 Tage (28 Days)
- 2001: Schlimmer geht’s immer! (What’s the Worst That Could Happen?)
- 2002: Spider-Man
- 2002: Spurwechsel (Changing Lanes)
- 2003: Buddy – Der Weihnachtself (Elf)
- 2003: Die Wutprobe (Anger Management)
- 2004: Die Frauen von Stepford (The Stepford Wives)
- 2006: Die Super-Ex (My Super Ex-Girlfriend)
- 2007: Margot und die Hochzeit (Margot at the Wedding)
- 2008: Wen die Geister lieben (Ghost Town)
- 2008: Zeiten des Aufruhrs (Revolutionary Road)
- 2011: Wie ausgewechselt (The Change-Up)
- 2012: Der Diktator (The Dictator)
- 2014: Noah
- 2014: Teenage Mutant Ninja Turtles
- 2015: Self/less – Der Fremde in mir (Self/less)
- 2015: Dating Queen (Trainwreck)
- 2017: Wonderstruck
- 2017: Greatest Showman (The Greatest Showman)

## Auszeichnungen (Auswahl)
- 2009: Oscar-Nominierung in der Kategorie bestes Szenenbild für Zeiten des Aufruhrs
- 2009: BAFTA-Film-Award-Nominierung in der Kategorie bestes Szenenbild für Zeiten des Aufruhrs